# Veterans Fast for Life
Veterans Fast for Life (dt.: „Veteranen fasten für das Leben“) war eine Protestaktion vom 1. September bis zum 17. Oktober 1986. Auf den Stufen des Kapitol der Vereinigten Staaten in Washington, D.C. hielten vier Veteranen ein Protest-Fasten ab. Sie protestierten damit gegen die US-Politik in Zentralamerika (Contra wars). Charles Liteky, ein früherer Army Chaplain, Vietnam-Veteran und Träger der Medal of Honor, George Mizo, ebenfalls Vietnam-Veteran, Duncan Murphy, Veteran des Zweiten Weltkrieges, und S. Brian Willson, Vietnam-Veteran, nahmen an der Protestaktion teil, bei der sie in dieser Zeit nur Wasser zu sich nahmen. Vor Beginn der Aktion gab Charles Liteky im Juli 1986 seine Medal of Honor unter Protest gegen die US-Politik in Zentralamerika zurück.
Charles Liteky und George Mizo begannen das Fasten am 1. September 1986, während Duncan Murphy und Brian Willson sich am 15. September 1986 anschlossen. Bis Ende September entstandenen Solidaritätsbewegungen. Am 15. Oktober 1986 traten die Aktivisten in der The Phil Donahue Show auf. Das Fasten endete am 17. Oktober 1986, as die vier Veteranen entschieden, dass die Aktion genug öffentliche Aufmerksamkeit bewirkt habe und auch die Opposition gegen Ronald Reagans Politik auf eine neue Stufe gebracht habe. „Zu diesem Zeitpunkt gab es im ganzen Land fünfhundert dokumentierte Aktionen aus Solidarität mit dem Hungerstreik.“
Mehrere US-Senatoren und Mitglieder des House of Representatives verkündeten ihre Unterstützung für die Protestaktion, unter anderen bereits im September Tom Harkin, Charles Mathias, Robert J. Mrazek, Patrick Leahy (der auch ein Statement in das Congressional Record einbrachte um die Aktion zu unterstützen.) und John Kerry, sowie dreizehn Senatoren und 75 Abgeordnete am 7. Oktober 1986, die ein öffentliches Statement zur Unterstützung abgaben. Im Kontrast dazu bezeichnete Senator Warren Rudman die vier noch am 11. Oktober 1986 als Terroristen.
Kurz darauf, Ende 1986, initiierte das FBI eine „Terrorismus“-Ermittlung zu den Aktivitäten des Plowshares Movement (die unter anderem am 29. Oktober 1986 die Schlösser von elf Militärrekrutierungsstellen in Chicago blockiert hatte) und zur gleichen Zeit von der Veterans Fast for Life Peace Group. Der FBI-Agent John C. „Jack“ Ryan weigerte sich diese durchzuführen, da er hinlänglich „überzeugt war von der totalen gewaltlosen Haltung der Veterans Fast for Life Group“. Ryan wurde dafür gefeuert.